# Puškinie ladoňkovitá
Puškinie ladoňkovitá (Puschkinia scilloides) je druh jednoděložné rostliny z čeledi chřestovité (Asparagaceae). V minulosti byl řazen do čeledi hyacintovité (Hyacinthaceae), případně do čeledi liliovité v širším pojetí (Liliaceae s.l.).

## Popis
Jedná se o asi 10–20 cm vysokou vytrvalou rostlinu s vejčitou podzemní cibulí. Listy jsou jen v přízemní růžici, přisedlé, nejčastěji 2 z jedné cibule. Čepele jsou čárkovité, asi 1-2,5 cm široké. Květy jsou v květenstvích, kterým je hrozen, obsahuje nejčastěji 6-20 květů. Okvětních lístků je 6, jsou dole srostlé v krátkou okvětní trubku, která je trochu nafouklá. Jsou bledě modré až bělomodré barvy, na vnější straně mají uprostřed tmavěji modrý pruh. Tyčinek je 6, nitky jsou ploché, srostlé v trubku. Gyneceum je srostlé ze 3 plodolistů. Plodem je kulovitá tobolka.

## Rozšíření ve světě
Puškinie ladoňkovitá je původní na Kavkaze, v severním Íránu, v Turecku a v Libanonu.

## Rozšíření v Česku
V ČR je často pěstována jako okrasná rostlina v zahradách a parcích a občas v obcích zplaňuje. Byla vysazena i v Českém krasu. Kvete brzy na jaře, už v březnu až dubnu.